# Spartakus-szövetség
Spartakus-szövetség (németül Spartakusbund) 1918. november 11. és 1918. december 30. között működő kommunista egyesülés, a német forradalmi baloldal egyik vezető szervezete, melynek névadója Spartacus, a Római Birodalom egykori gladiátora, a harmadik rabszolgaháború vezetője. Elődje az 1916-ban alakult Spartakus-csoport. Rövid fennállása során a tanácskommunizmus eszméjét képviselte a munkás- és katonatanácsokban, majd egyik legfontosabb alapítószervezete Németország Kommunista Pártjának (KPD). Vezetői Karl Liebknecht és Rosa Luxemburg voltak.

## Története

### Előzmények
1914. augusztus 4-én Rosa Luxemburg kezdeményezésére néhány háborúellenes szocialista gyűlt össze, – Hermann Duncker, Hugo Eberlein, Julian Marchlewski, Franz Mehring, Ernst Meyer és Wilhelm Pieck, – hogy megvitassák mit tehetnének a kialakult rendkívüli helyzetben.  A következő héten az alábbiak csatlakoztak még a csoporthoz: Martha Arendsee, Fritz Ausländer, Heinrich Brandler, Kate Duncker, Otto Gabel, Otto Geithner, Leo Jogiches, Karl Liebknecht, August Thalheimer és Bertha Thalheimer. A tömörülés Internacionálé Csoportnak (Gruppe Internationale) nevezte magát. A Németország Szociáldemokrata Pártján (Sozialdemokratische Partei Deutschlands – SPD) belül működő, de a párt háborút támogató, ún. Burgfrieden politikáját elutasító Internacionálé Csoport 1916 januárjában egy formális konferenciát szervezett, ahol elfogadták Luxemburg elméleti alapvetését, ami szerint nincs „nemzeti” védekező háború. A konferencia részvevői elkezdtek publikálni egy sor politikai vitairatot, melyek később mint Spartakus-levelek (Spartakusbriefe) lettek ismertek. 1916 márciusában, amikor a csoport kibővölt 18 SPD taggal, akiket a pártfrakció a pártfegyelem megsértése miatt kizárt soraiból, felvette a Spartakus-csoport (Spartakusgruppe) nevet. 1917-ben a háború támogatása miatt az SPD kettészakadt, s a Spartakus-csoport politikai és ideológiai önállóságának megtartása mellett csatlakozott az új Németország Független Szociáldemokrata Pártjához (Unabhängige Sozialdemokratische Partei Deutschlands – USPD).

### A Spartakus-szövetség
A Spartakus-csoport újjászervezésével létrejött Spartakus-szövetség, mely 1918. november 11-én vette föl ezt a nevet, viszonylag kevéssé volt ismert a nagy tömegek körében, tagjainak a száma sohasem volt néhány ezernél több.  Az SPD és az USPD árnyékában háttérbe szorult, nem volt jó pozícióban az események vezetéséhez. A háború utáni munkás- és katonatanácsok egy spontánabb fejlődés eredményei voltak, semmint a spartakista propagandára adott válasz. Lapja a Die Rote Fahne (A Vörös Zászló) volt, melyet 1918. november 9-től adtak ki, egy polgári lap forradalmi kisajátításával. A december 16. és 21. között megtartott első birodalmi tanácskongresszuson (Reichsrätekongress) a megválasztott 490 küldöttből mindössze 10 spartakista volt. Liebknecht és Luxemburg nem rendelkezett mandátummal, így nem jutottak be az épületbe. A kongresszus megnyitásának napján a Spartakus-szövetség szervezésében hatalmas tüntetés követelte az Ebert-kormány lemondását, és a hatalom átadását a munkás- és katonatanácsok kezébe. Ezzel szemben a kongresszus megszavazta, hogy átadja a törvényhozó és végrehajtó hatalmat a Népmegbízottak Tanácsa részére. A tanácsmozgalom teljes kudarca előtérbe állította az önálló forradalmi proletárpárt létrehozásának kérdését.

### Átalakulása
A Spartakisták 1918. december 29-re egy konferenciát hívtak össze a porosz tartományi gyűlés épületében (Abgeordnetenhaus), ahol megszavazták a különválást az USPD-től és a Brémai Baloldali Radikálisokkal (Bremen Linksradikalen), illetve más kommunista csoportokkal együtt megalakították Németország Kommunista Pártját (Kommunistische Partei Deutschlands – KPD), mely 1920 decemberéig a neve mellett zárójelben viselte a „Spartakus-szövetség” elnevezést is. A névváltozás ellenére, az elbukott januári felkelés Spartakus-felkelésként vált ismertté.

## Ismertebb tagjai

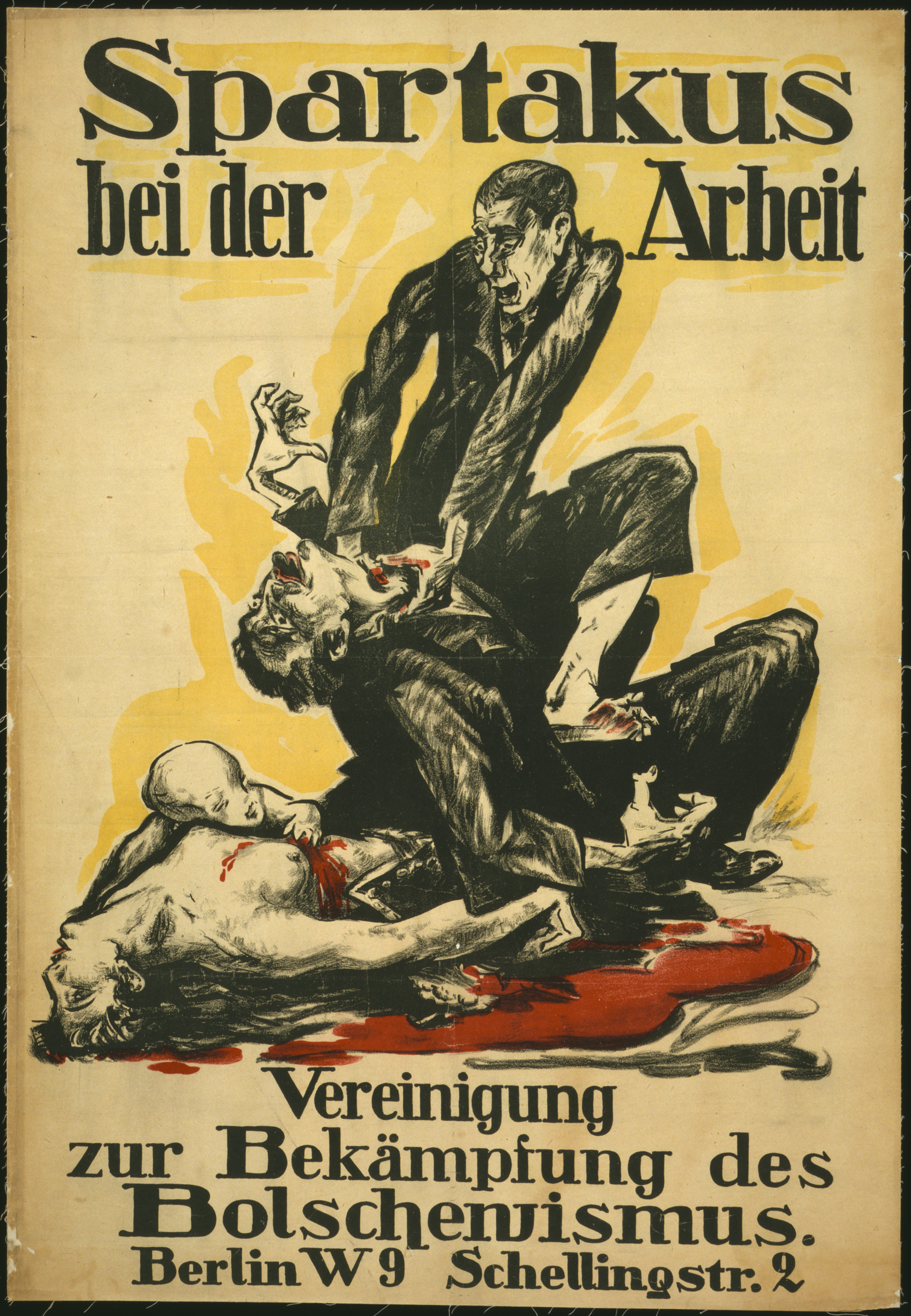

| - Heinrich Brandler - Willi Budich - Hermann Duncker - Käte Duncker - Hugo Eberlein - Leo Jogiches - Paul Lange - Johann Knief - Paul Levi - Karl Liebknecht | - Rosa Luxemburg - Julian Marchlewski - Ernst Meyer - Franz Mehring - Franz Pfemfert - Wilhelm Pieck - August Thalheimer - Bertha Thalheimer - Walter Ulbricht - Clara Zetkin |

## Lásd még
- Bajor Tanácsköztársaság
- Weimari köztársaság

## Külső hivatkozások
- Rosa Luxemburg: Mit akar a Spartakus-szövetség? – In: Die Rote Fahne, 1918. december 14.